# Lily Rabe

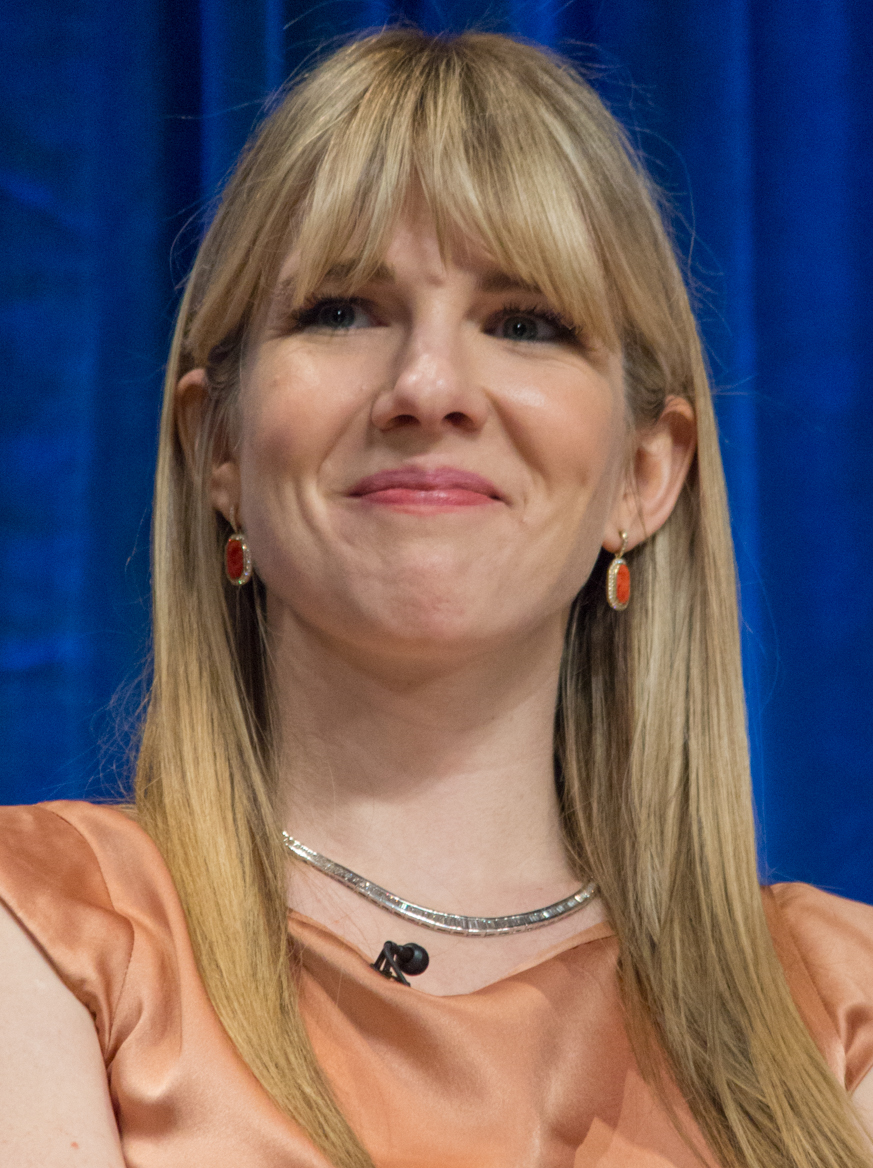
Lily Rabe, 2013

Lily Rabe (* 29. Juni 1982 in New York City) ist eine US-amerikanische Schauspielerin. Bekanntheit erlangte sie durch ihre Darstellung der Portia in William Shakespeares Der Kaufmann von Venedig, für die sie eine Nominierung bei den Tony Awards erhielt. Einem großen Publikum ist sie durch ihre Rollen in der Serienreihe American Horror Story bekannt.

## Kindheit und Jugend
Rabe ist die Tochter des Dramatikers David Rabe und der Schauspielerin Jill Clayburgh. Ihr Bruder Michael ist ebenfalls Dramatiker und Schauspieler, ihr Halbbruder Jason, aus David Rabes erster Ehe, ist Musiker. Ihr Vater ist katholisch, ihr Großvater mütterlicherseits jüdischen Glaubens und die Großmutter mütterlicherseits Protestantin. Rabe wuchs in Bedford, New York auf. Als sie in der siebten Klasse war, zog die Familie nach Lakeville, Connecticut.

## Karriere

### Karrierebeginn
Rabe studierte zehn Jahre lang Tanz. Später studierte sie Schauspiel an der Northwestern University. 2001 hatte sie ihr Leinwanddebüt an der Seite ihrer Mutter im Film Never Again. Im Jahr 2002 feierte sie, wieder an der Seite ihrer Mutter, ihr Bühnendebüt an der Gloucester Stage Company in Massachusetts. Rabe erhielt einen B.A.-Abschluss in Schauspiel im Jahr 2004.
Nach ihrem Studium zog sie wieder nach New York, wo sie in weiteren Theaterstücken auftrat. Ihr Debüt am Broadway feierte sie 2005.

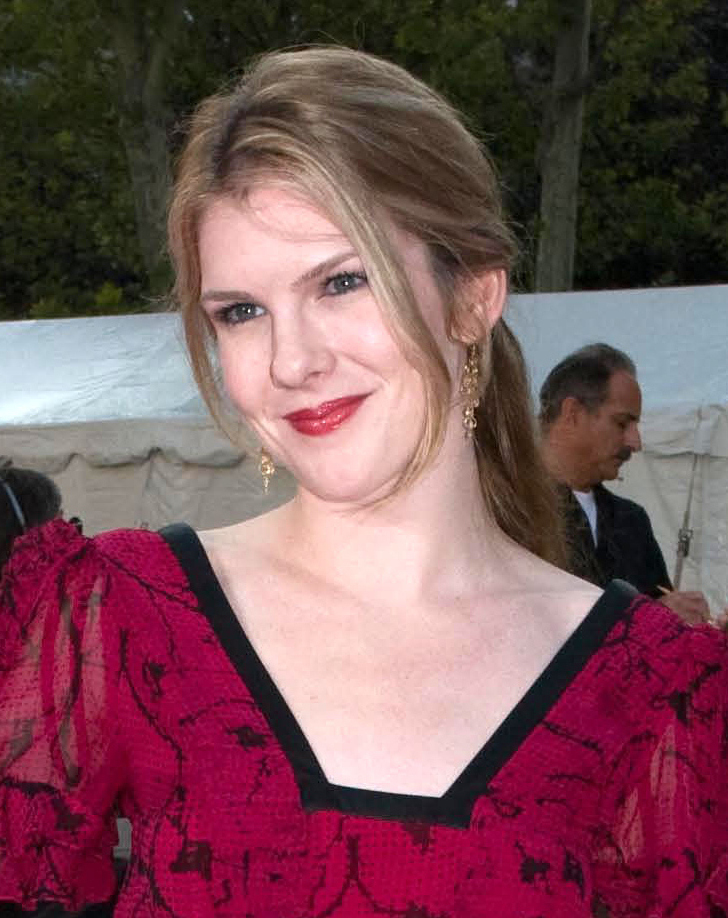
Lily Rabe bei der Eröffnung der Metropolitan Opera 2008

Rabe spielte 2007 in dem Film Rezept zum Verlieben mit. Im selben Jahr spielte sie in dem Stück Crimes of the Heart mit, das das Regiedebüt von Kathleen Turner war. 2008 brach sie sich bei Theaterproben eine Rippe. Zudem arbeitete sie wieder in TV- und Filmproduktionen mit.

### 2010–2012
2010 spielte sie an der Seite von Al Pacino in einer Theaterproduktion von William Shakespeares Der Kaufmann von Venedig. Die Produktion wurde auch am Broadway aufgeführt. Für ihre Darstellung erhielt Rabe eine Nominierung für einen Tony Award. Im August 2011 wurde sie für die Rolle der Nora Montgomery für die erste Staffel der FX-Horrorserie American Horror Story gecastet. In der zweiten Staffel der Serie spielte sie die Rolle der Nonne Schwester Mary Eunice, die sie auch in der vierten Staffel verkörperte. In der dritten Staffel spielte sie die Hexe Misty Day, eine Rolle, die Ryan Murphy für sie schrieb. In der fünften Staffel spielte sie die Serienmörderin Aileen Wuornos, in der sechsten die Hauptrolle der Shelby Miller und kehrte in der achten Staffel in die Rolle der Hexe Misty Day zurück. Auch in der neunten Staffel hatte sie einen Gastauftritt in der Rolle der Lavinia Richter.
Im Oktober 2012 wurde bekannt gegeben, dass sie in dem Film We’re Just Married mitspielt, das Drehbuch stammte von ihrem Vater und sie fungierte als Produzentin des Films.

### Seit 2013
2013 spielte Rabe Theater in Los Angeles. Im Film Bauernopfer – Spiel der Könige spielte sie Joan Targ, die Schwester von Bobby Fischer. 2014 spielte sie in Shakespeares Viel Lärm um nichts mit.

## Privatleben
Rabe ist in einer Beziehung mit Schauspieler Hamish Linklater. Zusammen haben sie drei Kinder.

## Filmografie

### Filme
- 2001: Never Again
- 2003: Mona Lisas Lächeln (Mona Lisa Smile)
- 2006: A Crime
- 2007: Rezept zum Verlieben (No Reservations)
- 2008: Inside Hollywood (What Just Happened?)
- 2008: The Toe Tactic
- 2009: Last of the Ninth (Fernsehfilm, wurde nicht ausgestrahlt)
- 2010: Weakness
- 2010: All Beauty Must Die (All Good Things)
- 2011: Letters from the Big Man
- 2013: Redemption Trail
- 2013: Aftermath
- 2014: Bauernopfer – Spiel der Könige (Pawn Sacrifice)
- 2016: Der Kult – Die Toten kommen wieder (The Veil)
- 2016: Miss Stevens
- 2017: The Wizard of Lies – Das Lügengenie (The Wizard of Lies, Fernsehfilm)
- 2018: Vice – Der zweite Mann (Vice)
- 2019: Fractured
- 2021: The Tender Bar
- 2023: Downtown Owl (auch Regie)
- 2024: The Great Lillian Hall

### Serien
- 2005: Criminal Intent – Verbrechen im Visier (Law & Order: Criminal Intent, eine Folge)
- 2006: Law & Order: Special Victims Unit (eine Folge)
- 2008: Nip/Tuck – Schönheit hat ihren Preis (Nip/Tuck, eine Folge)
- 2008: Medium – Nichts bleibt verborgen (Medium, 2 Folgen)
- 2010: Saving Grace (eine Folge)
- 2010: Law & Order (eine Folge)
- 2011–2015: Good Wife (The Good Wife, 3 Folgen)
- 2011–2016, seit 2018: American Horror Story (49 Folgen)
- 2015: The Whispers (13 Folgen)
- 2018: Legion (eine Folge)
- 2020: The Undoing (Miniserie, 6 Folgen)
- 2021: Tell me your Secrets (10 Folgen)
- 2021: The Underground Railroad
- 2023: Love and Death (Miniserie, 3 Folgen)
- 2023: Shrinking
- 2024: Aus Mangel an Beweisen (Presumed Innocent, Miniserie)

## Theater
| Jahr      | Theaterstück             | Rolle         |
| --------- | ------------------------ | ------------- |
| 2005      | Colder Than Here         | Jenna         |
| 2005      | Steel Magnolias          | Annelle       |
| 2006      | Haus Herzenstod          | Ellie Dunn    |
| 2008      | Crimes of the Heart      | Babe Botrelle |
| 2009      | The American Plan        | Lili Adler    |
| 2010–2011 | Der Kaufmann von Venedig | Portia        |
| 2011–2012 | Seminar                  | Kate          |
| 2011      | Nora oder ein Puppenheim | Nora          |
| 2012      | Wie es euch gefällt      | Rosalind      |
| 2013      | Fräulein Julie           | Julie         |
| 2014      | Viel Lärm um nichts      | Beatrice      |
| 2015      | Cymbeline                | Imogen        |

## Auszeichnungen und Nominierungen
| Jahr | Preis                            | Kategorie                                     | Film/Stück                        | Ergebnis  |
| ---- | -------------------------------- | --------------------------------------------- | --------------------------------- | --------- |
| 2005 | Drama Desk Awards                | Outstanding Featured Actress in a Play        | Steel Magnolias                   | Nominiert |
| 2011 | Drama Desk Awards                | Outstanding Actress in a Play                 | Der Kaufmann von Venedig          | Nominiert |
| 2011 | Tony Awards                      | Best Actress in a Play                        | Der Kaufmann von Venedig          | Nominiert |
| 2013 | Critics’ Choice Television Award | Best Supporting Actress in a Movie/Miniseries | American Horror Story (Staffel 2) | Nominiert |